# Lepényfaformák
A lepényfaformák a hüvelyesek (Fabales) rendjében a pillangósvirágúak (Fabaceae családjának egyik alcsaládja mintegy 170 nemzetséggel, 2000 fajjal.

## Származásuk, elterjedésük
A DNS-vizsgálatok elterjedése előtt sokfélesége miatt ezt az alcsaládot tartották a pillangósvirágúak legősibb csoportjának. A fajok többsége az óvilági trópusokon él. A 2000-es évek elején mind többen úgy vélik, hogy a család legősibb taxonja a  Cercideae nemzetségcsoport, amit ki kell venni a Caesalpinioideae alcsaládból.

## Megjelenésük, felépítésük
Fák vagy folyondárok. Virágaik erősen redukáltak; a jellegzetes pillangós virágra olyannyira nem emlékeztetnek, hogy egyes nemzetségekben csak egyetlen sziromlevél marad meg.

## Életmódjuk, élőhelyük
A legtöbb faj trópusi esőerdőben él ektomikorrhiza-kapcsolatban egyes gombafajokkal.

## Felhasználásuk
A Madagaszkáron honos tűzvirágfát (Delonix regia) látványos virágzata miatt a 19. század közepe óta a világ gyakorlatilag minden trópusi és szubtrópusi éghajlatú vidékén díszfának ültetik. Egyes neotropikus fajokat szép virágzatukért, másokat értékes fájukért termesztenek.

## Rendszertani felosztásuk (a Cercideae nemzetségcsoporttal együtt)
1. Cassieae nemzetségcsoport öt al-nemzetségcsoporttal:
- Cassiinae,
- Ceratoniinae,
- Dialiinae,
- Duparquetiinae,
- Labicheinae;

2. Caesalpinieae nemzetségcsoport mintegy ötven nemzetséggel;
3. Detarieae nemzetségcsoport mintegy kilencven nemzetséggel;
4. Cercideae nemzetségcsoport két al-nemzetségcsoporttal:
- Bauhiniinae,
- Cercidinae.

## Lásd még
- pillangósvirágúak (törzsfa)